# Tibati
Tibati é uma cidade dos Camarões localizada na província de Adamawa. Tibati é a capital do departamento de Djerem.